# تیساشاش
تیساشاش (به مجاری:  Tiszasas) یک منطقهٔ مسکونی در مجارستان است که در ناحیه کون‌سنت‌مارتون واقع شده‌است. تیساشاش ۲۸٫۷۹ کیلومتر مربع مساحت و ۱٬۰۲۳ نفر جمعیت دارد.